# 간격 반복 학습

라이트너 시스템에서 올바르게 답변한 카드는 다음보다 앞서고, 잘못 답변한 카드는 처음 상자로 돌아가게끔 하여 더 공격적인 복습과 반복을 수행한다.

간격 반복 학습(間隔反復, spaced repetition, spaced rehearsal, expanding rehearsal, graduated intervals, repetition spacing, repetition scheduling), 간헐적 인출(spaced retrieval)은 심리학적 간격 효과를 활용하기 위하여 과거에 학습한 자료의 복습 간격을 늘리는 학습 기법이다.
이 원리가 수많은 문맥에서 유용할지라도, 간격 반복은 학습자가 수많은 항목을 습득하여 기억에 남겨야 하는 문맥에 흔히 적용된다. 그러므로 제2언어 학습 과정 중 어휘 습득 문제에 매우 적합하다.
좀더 쉽고 명확한 우리말 번역 용어는 "간격 조절 반복 학습법"이라고 할 수 있다. "반복 학습"이 기본인데, 학습 항목별로 그 "간격을 적절하게 조절하는 방식"이기 때문이다.

## 알고리즘
간격 반복을 스케줄링하는 알고리즘은 여러 계열이 있다:
- 신경망 기반[2]
- 라이트너 시스템: 5단계 및 임의의 단계
- SM 계열의 알고리즘 (SuperMemo): SM-0 (논문 구현)부터 SM-17 (SuperMemo 17)

정확한 길이를 두고 정한 간격은 알고리즘의 효력에 큰 영향을 미치지 않다는 이론이 있으나 고정 간격, 늘어난 간격 등 간격이 매우 중요하다는 견해도 있다. 이 관점과 관련한 실험 결과는 혼재되어 있다.